# EVENING TAP
『EVENING TAP』（イブニング タップ）は、2019年10月1日からFM802で放送されているラジオ番組。

## 概要
2019年10月期改編で、10月1日から始まった番組。改編前まで同時間の19・20時台に放送されていた『BEAT EXPO』の後続番組で、楽曲の選曲と共に様々な情報を紹介する。番組のキャッチコピーは「OSAKAのStylishかつFunkyな夜に寄り添う楽曲と情報をお送りする3時間」。
X（旧Twitter）での番組公式のハッシュタグは「#802TAP」。

## DJ
- 浅井博章（2019年10月 - ） - 月・火曜日担当

19時の時報後のジングルは、タイトルコールのみのシンプルなものとなっている。
- 田中乃絵（2023年4月 - ） - 水・木曜日担当

19時の時報後のジングルは、空耳で「ノエ」と言ってるように聞こえる楽曲をベースとしたものとなっている。
水曜日は『on-air with TACTY IN THE MORNING』のコーナーに豊田穂乃花と週替わりで出演しており、当番組の告知も行われている。
代演
- 田中麻希（2023年8月9日[注釈 2]）
- 板東さえか（2023年8月10日[注釈 3]）
- 高樹リサ（2025年4月17日[注釈 4]）

### 過去のDJ
- 土井コマキ（2019年10月 - 2023年3月） - 水・木曜日担当

前番組『BEAT EXPO』から続投。前番組と同様に木曜日に担当時はどうでもいい話、略して「ドイバナ」、大事な話、略して「ダイバナ」、タイにまつわる話、略して「タイバナ」のメッセージをリスナーから募集を行い、随時紹介していた。

## 出演
- 高橋ヒロム（2024年10月1日 - 12月30日、2025年4月1日 - 2025年6月24日）

「ELECOM Escuchame 802」に出演。

### 過去の出演
- 帝国喫茶（2024年3月20日 - 4月11日）

「喫茶 彩」に出演。

## 放送時間
- 月 - 木曜 18:00 - 21:00
  - 原則祝日に「FM802 HOLIDAY SPECIAL」または「FM802 SPECIAL PROGRAM」、開局記念日の6月1日、12月31日に特別番組が放送される場合は、当番組を休止するか放送時間を短縮する場合がある。

## 主なコーナー
心斎橋BIGSTEP FEEL THE FUNKY BEAT
木曜 18:20 - 18:40
心斎橋ビッグステップの魅力を紹介する。2025年8月9日・10日には公開録音イベント『FM802 EVENING TAP 心斎橋BIGSTEP FEEL THE FUNKY BEAT SPECIAL』が開催され、その模様の一部が放送された。
今日のハッピー晩御飯 "ハピメシ"
水・木曜 19:00
夕飯時となる19時の時報後にハッピーメニューの提案と豆知識を紹介する。紹介後はそのメニューに関連する楽曲を1曲流す。
TRACK 7
月曜 20:00 - 20:30
毎週1組のアーティストにまつわるクイズを7問出題。クイズでアーティストの足跡を辿るコーナー。
LYRIC MAGIC
火曜 20:00 - 20:30
あるヒット曲の歌詞の一部をゴールド、シルバー、ブロンズのレベルでの長さで浅井自ら朗読し、リスナーに何の楽曲か当ててもらうコーナー。
MUSIC BLOOM
水曜 20:00 - 20:30
The Orchard Japanとタッグを組んで新しい音楽を生み出すアーティストを紹介する。
The Orchard Japan、Zepp、バカルディ・ジャパン提供。
田中のええやん
木曜 20:00 - 20:30
田中が週末にお出かけしたい、チェックしたいものから良いと思ったものを紹介する。

### 過去のコーナー
ELECOM Escuchame 802
火曜 18:20 - 18:40
エレコム提供。高橋ヒロムがDJを担当する冠コーナー。「元気！明日への活力」を注入する20分を提供する。また、X（旧Twitter）では公式ハッシュタグ「#エクスチャメ」でリスナーからのメッセージを募集し、番組内で紹介する。
基本的には生放送であるが、日によっては録音放送となる場合もある。
今日のお疲れ当番
月 - 木曜 19:00
19時の時報後にアーティストが日替わりで「お疲れ様ボイス」を届ける。
同音異語の「登板」と掛けて、コーナー内のBGMや効果音は野球に関連するものとなっており、コーナー開始のタイトルコールはウグイス嬢、コーナー終了はアンパイアのコールとなっている。
繋ぎの匠
月 - 木曜 19:10
ある課題曲の後に「繋いで聴きたい」という楽曲のリクエストを募集する。
Jackpot 78
月 - 木曜 19:10
毎週テーマを決め、テーマに沿った選曲を流す。
Early Noise Highlights
月 - 木曜 19:10
Spotifyが新人をいち早く紹介するプレイリスト「Early Noise」と当番組がタッグを組み、次のアーティストをピックアップし、毎日1組ずつ紹介する。
FEEL THE TAP
月・火曜 19:20
アーティストが気分でトークし選曲する。
喫茶 彩
水・木曜 19:20 - 19:40
「喫茶店の日」となる2024年4月13日に自主企画イベントを開催する帝国喫茶とのコラボコーナー。関西でオススメの喫茶店をリスナーから募集し、紹介する。また、公式ハッシュタグ「#喫茶TAP」を付けたリスナーからの関西オススメ喫茶店情報も合わせて紹介する。
ASAI PLAY FACTORY
月曜 20:00 - 20:30
浅井が様々な遊びやスポーツの魅力を発掘する。
考察！浅井班
月曜 20:00 - 20:30
日常の素朴な疑問を浅井が考察する。
コマキ手帖
水曜 20:00 - 20:30
前番組『BEAT EXPO』から引き継がれたコーナー。土井が「未来を耕す」をテーマに話を聞いたり、体験するコーナー。
土井降板後は、2023年4月から放送開始された『Roundtable with Komaki』に引き継がれた。
ぴあ La La Life
木曜 20:00 - 20:30
ぴあ提供。ぴあとタッグを組んでおすすめのエンタメ情報を紹介する。